# Вильерс, Уильям, 3-й граф Джерси
Уильям Вильерс, 3-й граф Джерси, 6-й виконт Грандисон (англ. William Villiers, 3rd Earl of Jersey, 6th Viscount Grandison; 8 марта 1707 — 28 августа 1769) — английский пэр и политик из семьи Вильерс.

## Биография

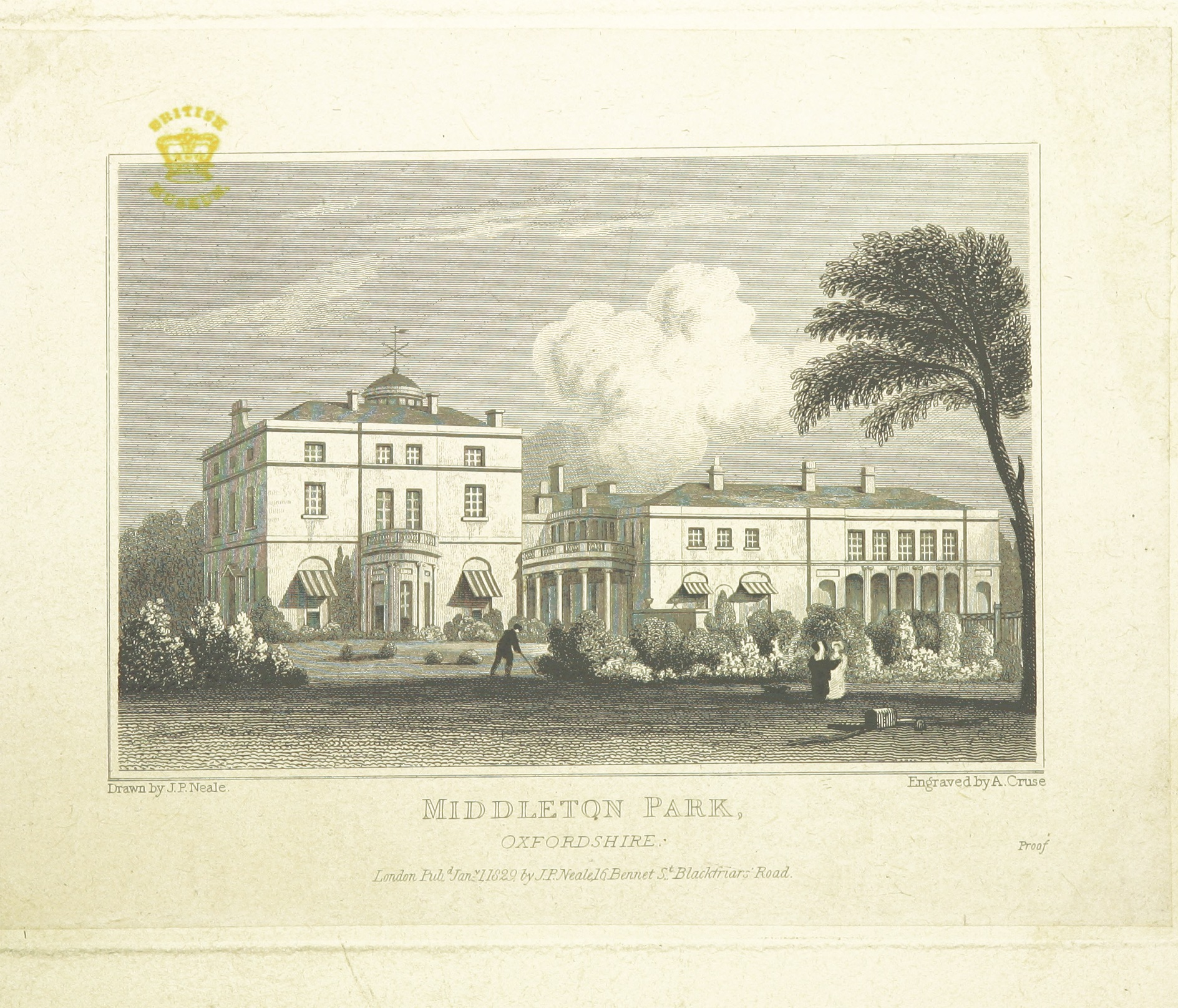
Миддлтон-Парк, около 1830 года

Родился 8 марта 1707 года. Старший сын Уильяма Вильерса, 2-го графа Джерси (ок. 1656—1721), и Джудит Херн (? — 1735), дочери Фредерика Херна и Элизабет Лайл. Он получил образование в Итонском колледже.
Помимо других достижений, Уильям Вильерс был основателем и губернатором Госпиталя для подкидышей, благотворительной организации, которая получила королевскую хартию 17 октября 1739 года на управление приютом для брошенных детей в Лондоне.
13 июля 1721 года после смерти своего отца Уильям Вильерс унаследовал титулы 3-го графа Джерси (Пэрство Англии), 3-го виконта Вильерса из Дартфорда в графстве Кент (Пэрство Англии) и 3-го барона Вильерса из Ху в графстве Кент (Пэрство Англии).
В 1747 году лорд Джерси стал членом Тайного совета Великобритании.
14 мая 1766 года после смерти своего троюродного брата, Джона Вильерса, 1-го графа Грандисона (ок. 1684—1766), не оставившего после себя мужского потомства, унаследовал титул 6-го виконта Грандисона из Лимерика в графстве Литрим (Пэрство Ирландии).

## Личная жизнь

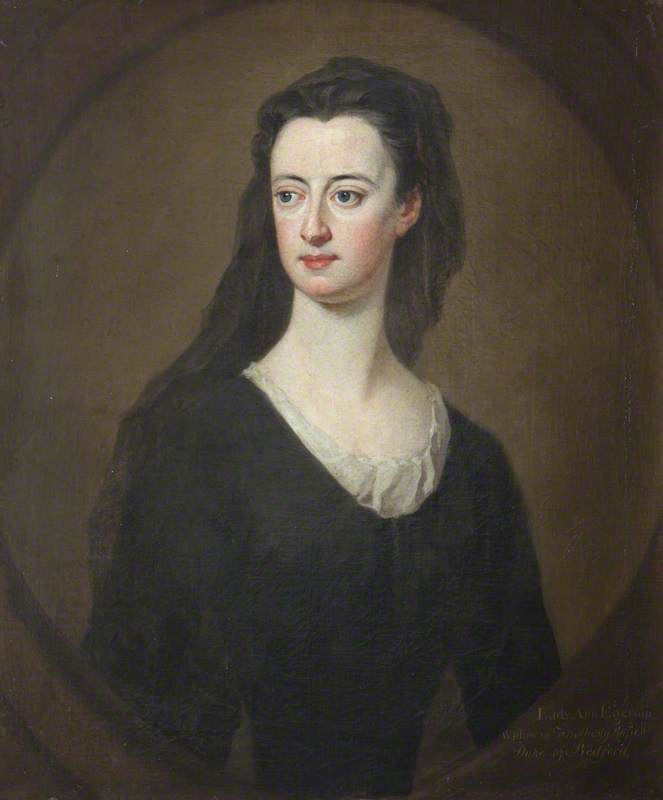
Энн Рассел (ок. 1705—1762), супруга 3-го графа Джерси, портрет Годфри Кнеллера

23 июня 1733 года он женился на Энн Рассел, вдовствующей герцогине Бедфорд (ок. 1705 — 16 июня 1762), дочери Скрупа Эгертона, 1-го герцога Бриджуотера, и леди Элизабет Черчилль (1687—1751). Энн была вдовой Ризли Рассела, 3-го герцога Бедфорда (1708—1732). У супругов было двое сыновей, но пережил их только один:
- Фредерик Уильям Вильерс, виконт Вильерс (25 марта 1734 — октябрь 1742)
- Джордж Басси Вильерс, 4-й граф Джерси (9 июня 1735 — 22 августа 1805), второй сын и преемник отца.

Он заказал строительство предыдущего Миддлтон-Парка в Миддлтон-Стоуни, Оксфордшир.